# 長身細棘鮠
長身細棘鮠，為輻鰭魚綱鯰形目鼬鯰科的其中一種，為熱帶淡水魚，分布於南美洲奧里諾科河、亞馬遜河、托坎廷斯河、黑河、瑪拉代河及]卡西基亞雷河流域，體長可達18.5公分，棲息在底層水域，生活習性不明。

## 扩展阅读
維基物種上的相關：長身細棘鮠